# La incredulidad de Santo Tomás (Stom)
La incredulidad de Santo Tomás es un óleo sobre lienzo del pintor neerlandés Matthias Stom datado entre 1640 y 1649 que se encuentra en el Museo del Prado de Madrid (España).

## Historia
La obra apareció por primera vez en el registro de las pinturas salvadas del incendio del Real Alcázar de Madrid en 1734. En ese momento, se pensó que era una copia de un original del pintor barroco italiano Guercino. Otro inventario de 1772, esta vez del Palacio Real de Madrid, lo re-atribuyó como obra autógrafa del maestro de Stom, Gerard van Honthorst. Esta mala atribución perduró hasta 1963, cuando la obra fue atribuida a Hendrick ter Brugghen. Arthur von Schneider sugirió por primera vez a Stom como el autor de la obra y dos décadas después, en 1985, un catálogo finalmente ratificó esta atribución.
Otra versión del tema del mismo artista se encuentra en la colección del Baron Scotti de Bérgamo. Ambos fueron producidos durante la época en que el artista vivió en Sicilia. La composición de la versión del Prado está influenciada por las obras sobre el mismo tema de Hendrick ter Brugghen fechadas entre 1621 y 1623 (Rijksmuseum, Ámsterdam) y La incredulidad de Santo Tomás de Rubens fechada entre 1613 y 1615 (Museo Real de Bellas Artes de Amberes).